# Aéroport de Banff
L'aéroport de Banff est un aéroport situé à trois kilomètres de Banff, au Canada. Il est géré par l'agence gouvernementale Parcs Canada, puisqu'il est situé sur le territoire du Parc national de Banff.
Après une fermeture de dix ans, l'aéroport a rouvert en 2007. Cette réouverture a été critiquée pas les associations de défense de l'environnement, qui estimaient que la fermeture de l'aéroport avait eu un impact positif sur la vie locale.